# Sala principale (buddismo giapponese)

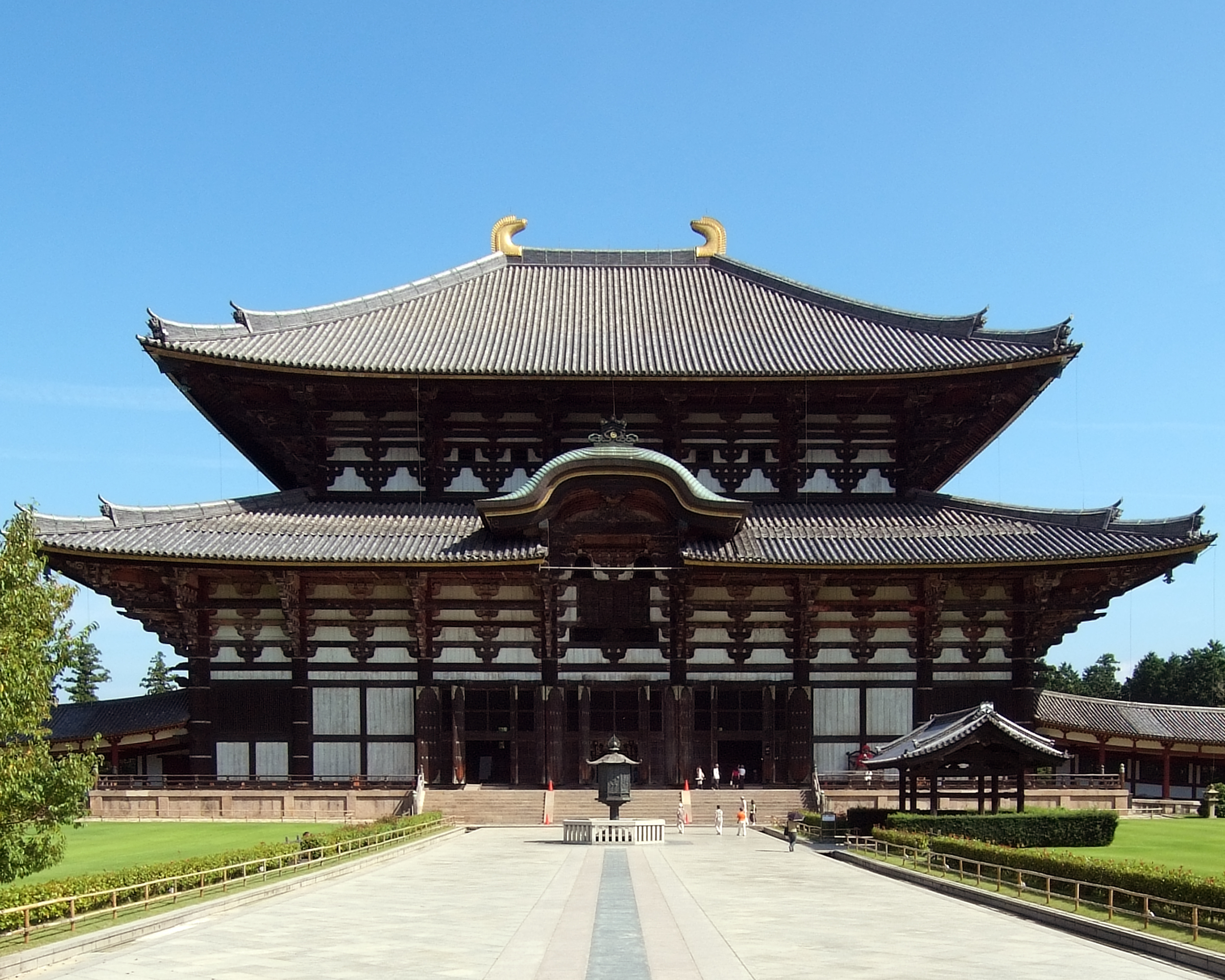
Gli ultimi Daibutsuden del Tōdai-ji ricostruiti nel 1709 misurano 9x7 ken (Japan's National Treasure)

La sala principale è l'edificio all'interno di un complesso di un tempio buddista giapponese (garan) che sancisce l'oggetto principale della venerazione. Poiché le varie denominazioni usano deliberatamente termini diversi, questo singolo termine inglese traduce diverse parole giapponesi, tra cui Butsuden, Butsu-dō, kondō, konpon-chūdō e hondō. Hondō è il suo esatto equivalente giapponese, mentre le altre sono parole più specializzate usate da particolari sette o per edifici con una particolare struttura.

## Kondō (periodo Asuka e Nara)
Il termine kondō (金堂?), letteralmente "sala dorata", iniziò ad essere usato durante i periodi di Asuka e Nara. Un kondō è il fulcro dell'antico tempio buddista in Giappone. L'origine del nome è incerta, ma può derivare dalla percepita preziosità del suo contenuto, o dal fatto che l'interno fosse rivestito di oro. Questo è il nome usato dai più antichi templi del paese.
Un kondō, ad esempio del Hōryū-ji è un vero edificio a due piani con un nucleo centrale di 3x2 ken (moya) circondato da corridoi a 1 vano (hisashi (廂?) circondato da 5x4 insenature, circondate da un mokoshi esterno largo 1 vano, per un totale di 9x7 ken. Il secondo piano ha le stesse dimensioni del nucleo del tempio nel primo piano (3x2 campate), ma non ha mokoshi.
Alcuni templi, ad esempio Asuka-dera o Hōryū-ji, hanno più di un kondō, ma normalmente ne esiste solo uno ed è il primo edificio ad essere costruito. A causa delle sue dimensioni limitate, i fedeli non potevano entrare nell'edificio e dovevano stare fuori. Il kondō e una pagoda erano di solito circondati da un corridoio chiamato kairō.
L'uso del kondō diminuì dopo il X secolo, quando fu sostituito da un hondō diviso in naijin (内陣?) (santuario interno riservato alla divinità) e gejin (外陣?) (spazio per i fedeli, come la navata di una chiesa). Il termine rimase in qualche modo utile fino al periodo Edo, ma la sua frequenza diminuì drasticamente dopo la comparsa del termine hon-dō nel periodo Heian.

## Hondō(periodo Heian)
Il termine hondō (本堂?), letteralmente significa "sala principale" e custodisce gli oggetti più importanti della venerazione. Si pensa che il termine si sia evoluto durante il IX secolo per evitare il termine kondō, al tempo usato da sei sette di Nara chiamate Nanto Rokushū (南都六宗?, Nara sei sette). È diventato comune dopo l'introduzione delle due sette Mikkyo (Tendai e Shingon) in Giappone.
Vari nuovi tipi di edifici del tempio, incluso il hondō, furono costruiti durante il periodo Heian, in risposta alle esigenze delle nuove dottrine. Diversi edifici erano chiamati hondō a seconda della setta, per esempio: il kondō (Shingon), il chudō (Tendai), mieidō (Jōdo), l'Amida-dō (Shinshu). Una notevole evoluzione del hondō durante questo periodo è l'inclusione di uno spazio per i fedeli all'interno dell'hondō stesso, chiamato gejin (vedi sopra).

Altri nomi come Konpon-chūdō (根本中堂?), letteralmente "sala centrale del cardinale", ad esempio per la sala principale dell'Enryaku-ji nel monte Hiei. Anche il tempio funerario del Tokugawa di Kan'ei-ji, che era stato costruito esplicitamente per imitare Enryaku-ji, ne aveva uno, anche se non è sopravvissuto. Lo Yama-dera a Yamagata è un altro esempio di tempio che usa questo nome.

## Butsuden(periodo Kamakura)

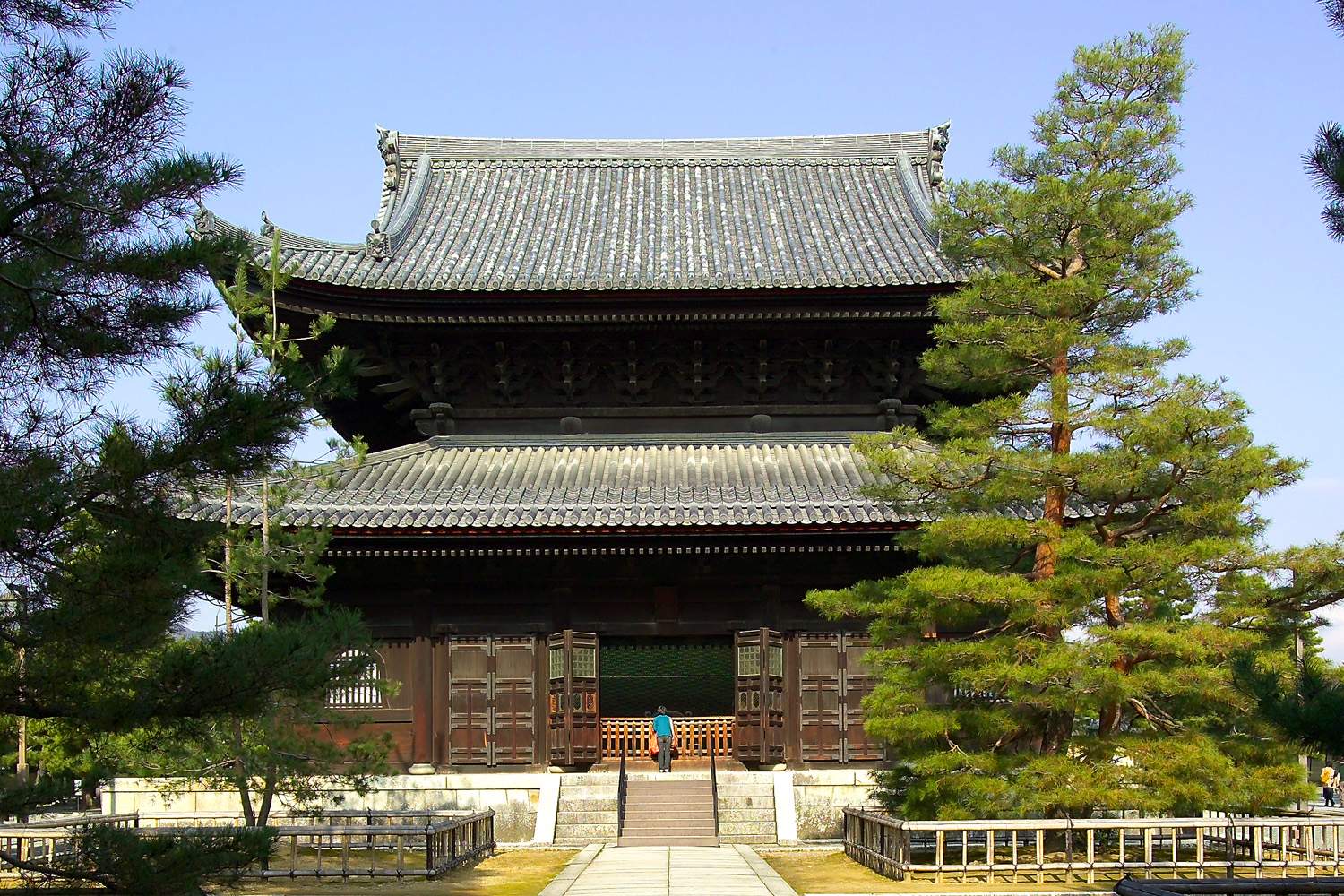
Questo singolo piano del butsuden Zen a Myōshin-ji sembra avere due piani a causa del suo mokoshi.

Il Butsuden o Butsu-dō (仏殿・仏堂?), letteralmente "Sala del Buddha", è la sala principale dei templi zen di scuole come la Sōtō 曹洞 e la Rinzai 臨済. Questo stile architettonico è arrivato insieme allo Zen durante il periodo Kamakura. Ci sono seguenti tipi di Butsuden o Butsu-dō:
- Il più semplice è un edificio quadrato 3x3 (dove il ken (間?) è lo spazio tra due pilastri, nonché un'unità di misura nell'architettura giapponese ed equivalente ad una misura tra i 181 cm e 197 cm) senza mokoshi (裳階?) (un mokoshi è un recinto che circonda il nucleo del tempio coperto da un tetto a padiglione, di solito un ken in larghezza).[2]
- Il secondo tipo è anche 3x3, ma ha un mokoshi largo 1 ken tutto intorno al nucleo del tempio, facendolo sembrare un edificio a due piani, 5x5 ken come nel caso del butsuden, visibile nella foto sulla destra.[2]
- È anche noto che durante il XIII e il XIV secolo vennero costruiti grandi butsuden che misuravano 5x5 campate con un mokoshi, ma nessuno sopravvive.[2] Esistono ancora 3x3 campate masuden di grandi dimensioni con un mokoshi, ad esempio a Myōshin-ji (vedi foto nella sezione Galleria sotto).[2]

## Periodo Edo
Nel caso della scuola Ōbaku Zen arrivata tardi in Giappone, l'architettura ha mantenuto lo stile cinese Ming. Il hondō del tempio Zen Ōbaku è comunemente chiamato daiyū-hōden (大雄宝殿?), letteralmente "la Sala del tesoro del Mahāvīra (Grande Eroe)". Un esempio può essere trovato a Mampuku-ji.

## Galleria d'immagini

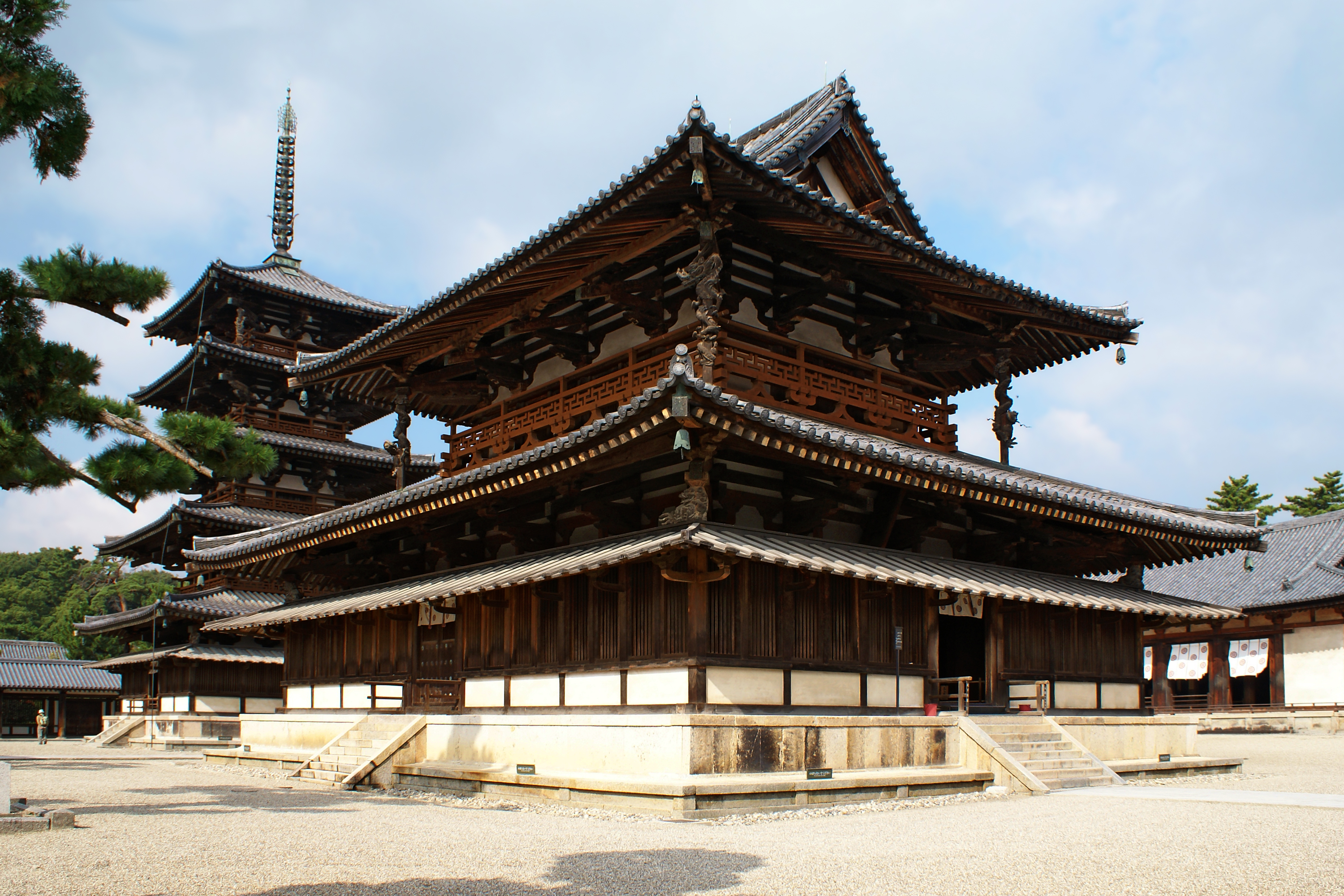
Kondō del Hōryū-ji  (Tesoro nazionale del Giappone)
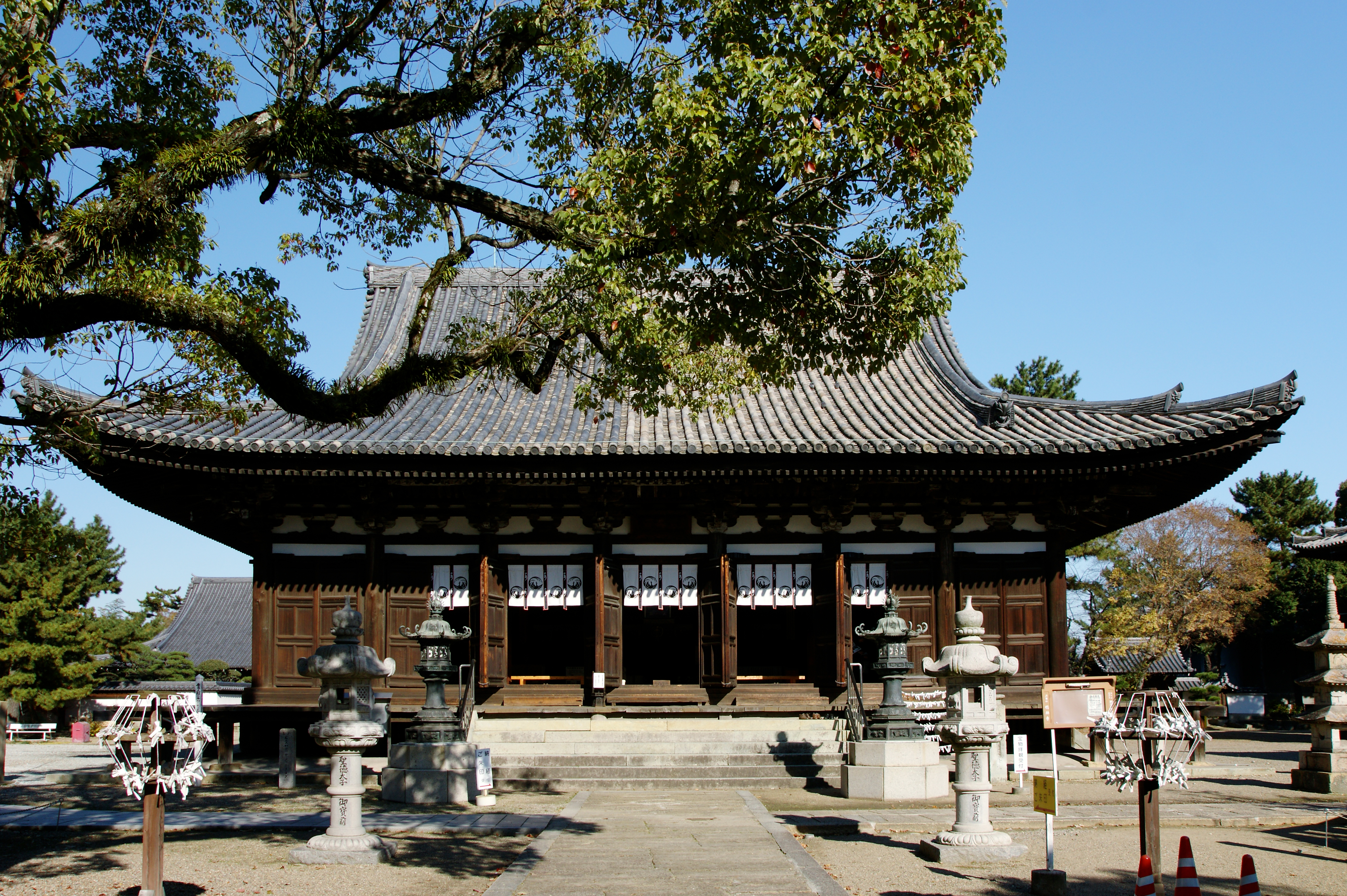
Hon-dō del Kakurin-ji
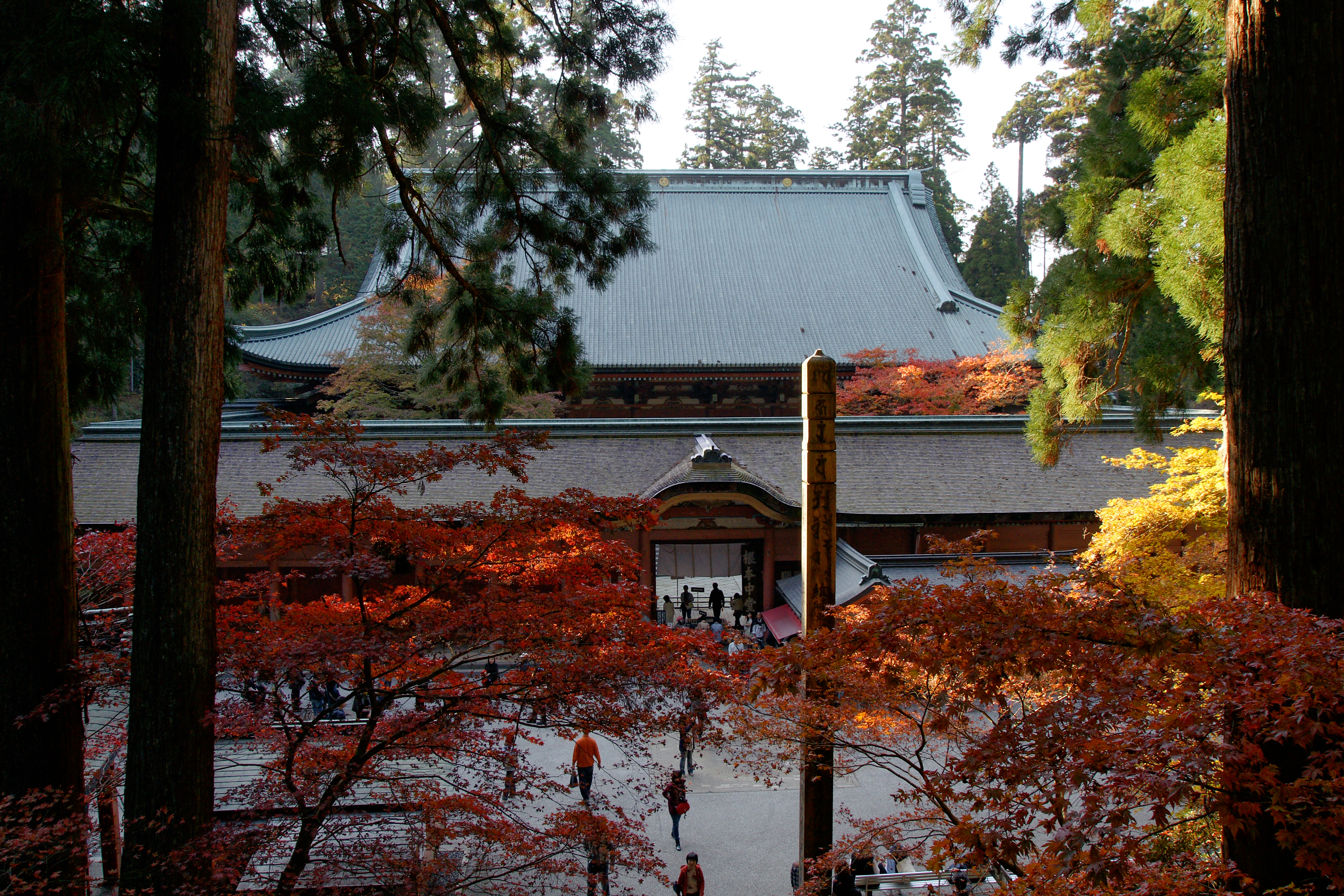
Enryaku-ji's Konponchū-dō
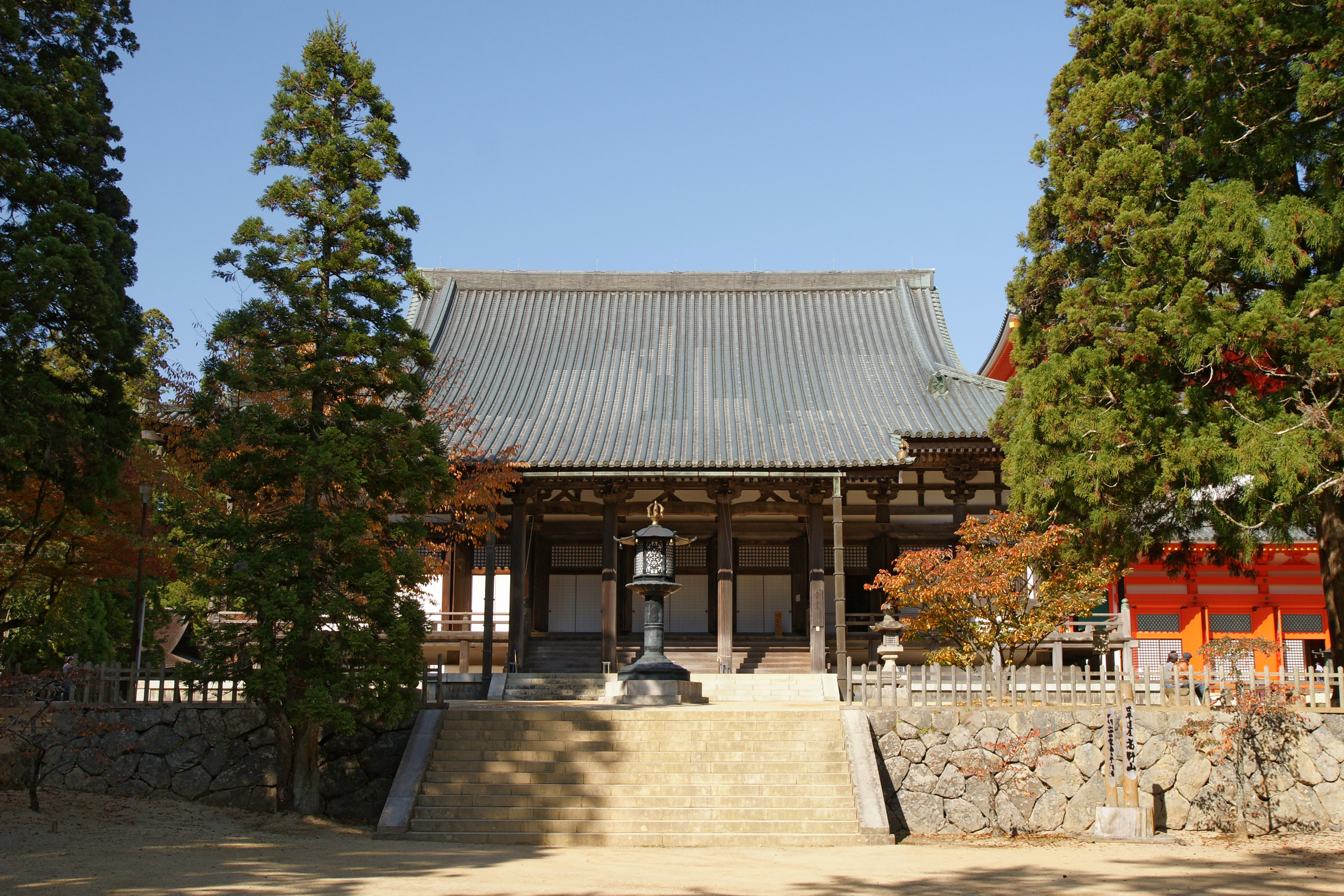
Mt. Kōya's kondō on Danjōgaran
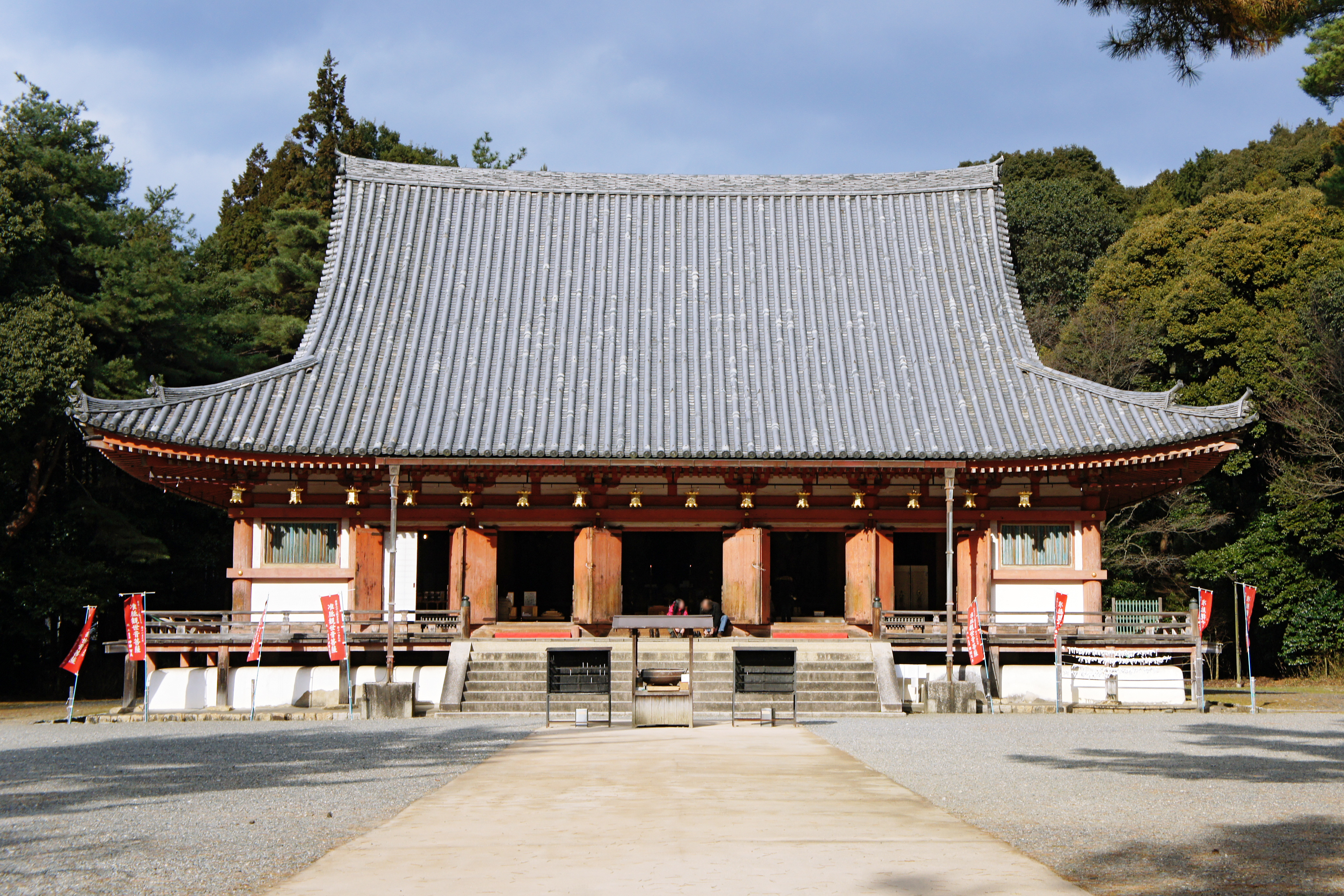
Daigo-ji's kondō
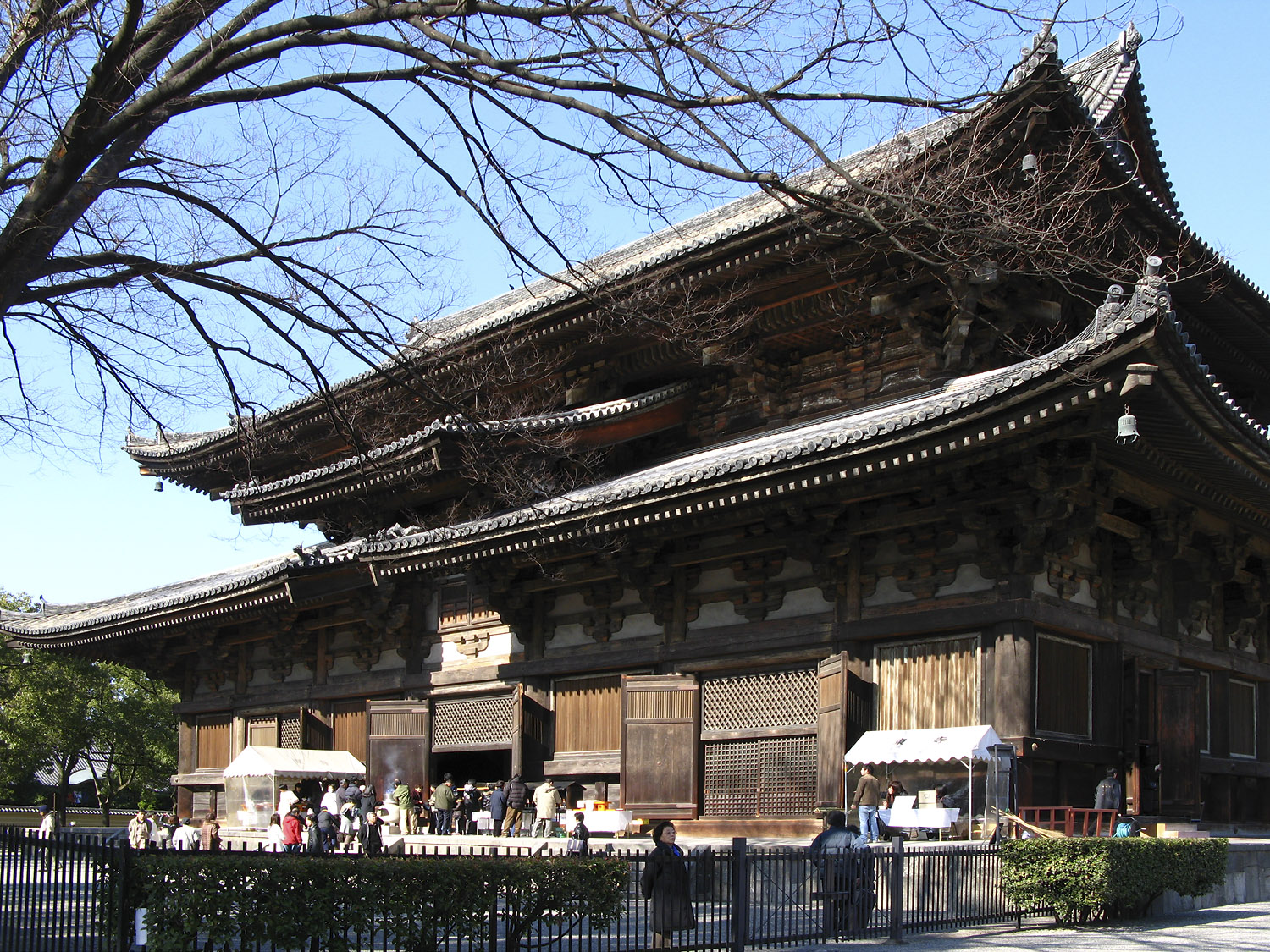
Tō-ji's kondō
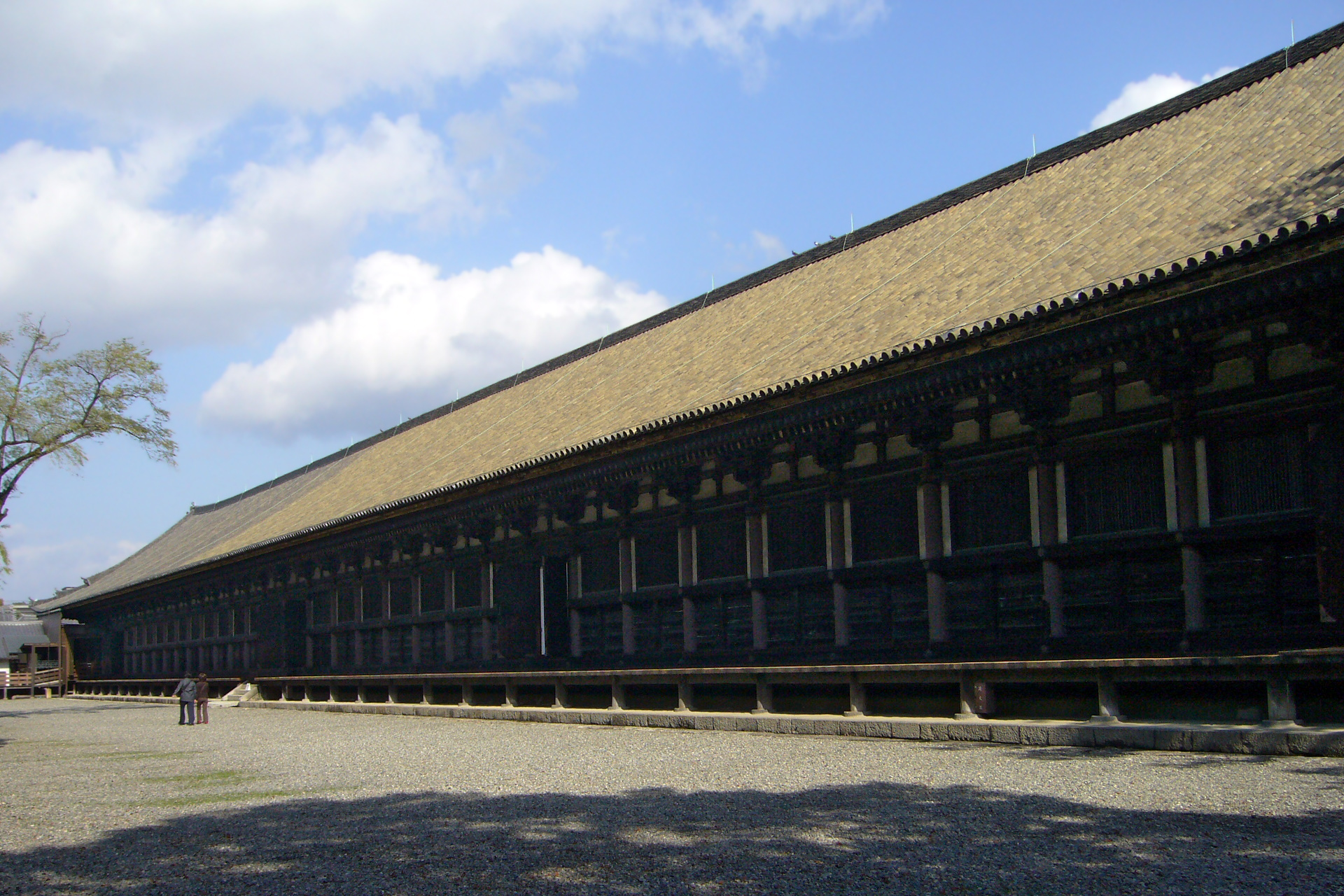
Sanjūsangen-dō's hon-dō
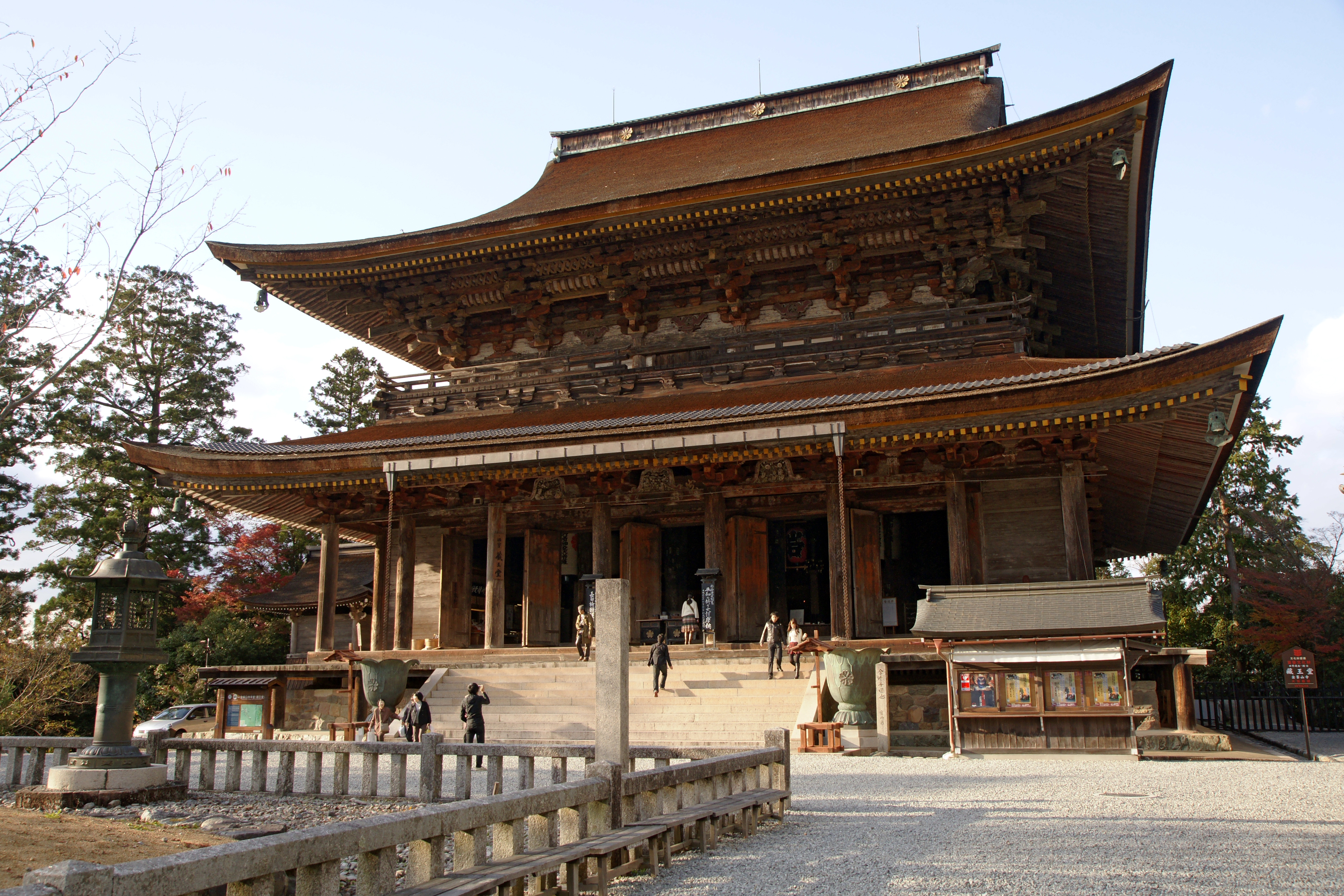
Kinpusenji's Zao-dō (hon-dō)

### Approfondimenti
1. ↑  Il termine hondō è tradotto come "sala principale" dal Japanese-English dictionaries. ( Copia archiviata, su dic.yahoo.co.jp. URL consultato il 16 febbraio 2019 (archiviato dall'url originale il 22 marzo 2012).
2. ↑  La sala misura 11x6 ken, di cui 11x4 sono accessibili al pubblico.

### Citazioni
1. ↑  Kōjien Japanese dictionary
2. 1 2 3 4 5 6 7 8 9 10 11 12 13 14 15  JAANUS
3. 1 2 3 4  Iwanami Nihonshi Jiten
4. ↑   Copia archiviata, su 100.yahoo.co.jp. URL consultato il 16 febbraio 2019 (archiviato dall'url originale il 7 luglio 2012).
5. ↑   ISBN 978-4-568-40050-2.
6. 1 2  Watanabe (2005:30)
7. ↑    p. 98, ISBN 0-8248-2243-9.